# Roberta Melesi
Roberta Melesi (* 18. Juli 1996 in Lecco) ist eine italienische Skirennläuferin. Sie ist auf die Disziplinen Abfahrt, Super-G und Riesenslalom spezialisiert.

## Biografie
Melesi stammt aus Ballabio in der Provinz Lecco. Ab Dezember 2011 nahm sie an FIS-Rennen und nationalen Juniorenrennen teil. Beim Europäischen Olympischen Jugendfestival 2013 in Brașov gewann sie die Silbermedaille im Riesenslalom. Im März 2014 bestritt sie ihre ersten Rennen im Europacup, ebenso gewann sie den italienischen Riesenslalom-Juniorenmeistertitel. Fünf Monate später schloss sie sich der Gruppo Sportivo Fiamme Oro an, der Sportabteilung der Polizia di Stato. Ihre weitere Entwicklung geriet ins Stocken und sie fiel aus den italienischen Kadern, doch sie schaffte den Wiederanschluss und nahm ab der Saison 2016/17 wieder regelmäßig an Europacuprennen teil.
In der Saison 2018/19 konnte sich Melesi endgültig im Europacup etablieren. Sie gewann einen Super-G in Sella Nevea und belegte mit insgesamt vier Podestplätzen jeweils den zweiten Rang in der Gesamtwertung, in der Super-G-Wertung und in der Riesenslalomwertung. Ihr Debüt im Weltcup hatte sie am 28. Dezember 2018 im Riesenslalom von Semmering, wo sie auf den 34. Platz fuhr. Ihre ersten Weltcuppunkte gewann sie am 26. Oktober 2019 mit Platz 24 im Riesenslalom von Sölden. Bei einem Trainingssturz in Colorado zog sie sich im November 2019 eine schwere Verstauchung des linken Knies mit Knochenprellung zu, worauf sie die restliche Saison auslassen musste. Im Weltcupwinter 2020/21 fuhr Melesi regelmäßig in die Punkteränge, wobei zwei 18. Plätze in den Super-Gs von Garmisch-Partenkirchen und Val di Fassa ihre besten Ergebnisse waren. Die erste Top-10-Platzierung gelang ihr am 24. Februar 2024 als Sechste des Super-G von Val di Fassa.

## Erfolge

### Weltcup
- 1 Platzierung unter den besten zehn

### Weltcupwertungen
| Saison  | Gesamt | Gesamt | Abfahrt | Abfahrt | Super-G | Super-G | Riesenslalom | Riesenslalom |
| Saison  | Platz  | Punkte | Platz   | Punkte  | Platz   | Punkte  | Platz        | Punkte       |
| ------- | ------ | ------ | ------- | ------- | ------- | ------- | ------------ | ------------ |
| 2019/20 | 113.   | 7      | –       | –       | –       | –       | 43.          | 7            |
| 2020/21 | 75.    | 48     | 43.     | 8       | 33.     | 34      | 55.          | 6            |
| 2021/22 | 77.    | 58     | –       | –       | 39.     | 38      | 43.          | 20           |
| 2022/23 | 65.    | 78     | –       | –       | 32.     | 40      | 34.          | 38           |
| 2023/24 | 51.    | 168    | 43.     | 7       | 19.     | 98      | 29.          | 63           |

### Europacup
- Saison 2018/19: 2. Gesamtwertung, 2. Super-G-Wertung, 2. Riesenslalomwertung, 8. Kombinationswertung
- Saison 2020/21: 8. Riesenslalomwertung
- 6 Podestplätze, davon 1 Sieg:

| Datum         | Ort         | Land    | Disziplin |
| ------------- | ----------- | ------- | --------- |
| 12. März 2019 | Sella Nevea | Italien | Super-G   |

### Nor-Am Cup
- 2 Podestplätze

### Juniorenweltmeisterschaften
- Jasná 2014: 18. Riesenslalom
- Åre 2017: 11. Abfahrt, 11. Kombination, 16. Super-G

### Weitere Erfolge
- Europäisches Olympisches Jugendfestival 2013: 2. Riesenslalom, 23. Slalom
- 1 italienischer Juniorenmeistertitel (Riesenslalom 2013)
- 1 Sieg in FIS-Rennen